# Cecilia García Rodríguez
Jaqueline Cecilia García Rodríguez (Concepción, Junín, 14 de marzo de 1979) es una política, abogada, periodista, locutora y personalidad de radio y televisión peruana. Actualmente, conduce el programa "En defensa de la verdad", de Radio Exitosa y Exitosa TV. Fue congresista de la república durante el periodo parlamentario 2020-2021.

## Biografía
Nació en el distrito de Concepción, Junín, el 14 de marzo de 1979.
Estudió la primaria en el colegio Sagrado Corazón de Jesús de Concepción y la secundaria en el colegio Heroínas Toledo de la misma ciudad. En su último año escolar, participó en el concurso de ciencia y tecnología con el proyecto «Uso de las feromonas sexuales en la reducción de la superpoblación de la polilla de la papa». Proyecto que resultó ser ganador del primer puesto a nivel nacional. Haciéndose merecedora de representar al Perú en la feria internacional de ciencia y tecnología más importante de Latinoamérica, la X Mostratec. Organizada por la fundación Liberato, en la ciudad de Novo Hamburgo, Río Grande del Sur. Concurso en el que obtuvo el primer puesto a nivel sudamericano, obteniendo un pase en el concurso mundial realizado en Tucson, Arizona (EUA).
Obtuvo el grado académico de bachiller en Derecho en la Universidad Inca Garcilaso de la Vega. Estudió Producción de Radio y Televisión en el Centro de Estudios Comunicadores Asociados. Estudió un máster en Comunicación Política en la Universidad Camilo José Cela en Madrid, España, en la edición 2014-2015. Participó en el taller Estrategias de Campañas Electorales en The Graduate School of Political Management en la Universidad George Washington. Egresada de la LXXI-A Maestría en Defensa y Desarrollo Nacional del Centro de Altos Estudios Nacionales.

## Vida pública
En el 2012, tuvo una destacada participación en la creación y funcionamiento de la Universidad Nacional Intercultural de la Selva Central Juan Santos Atahualpa, primera universidad que le daría oportunidad a las comunidades nativas (ashánincas, amueshas, machiguenga) de recibir educación superior, respetando su cultura, sus creencias, e integrando su conocimiento ancestral en armonía con el conocimiento científico. Su denodada colaboración fue reconocida, en abril de 2018, por el Comité Multisectorial de apoyo a la Universidad Nacional Intercultural de la Selva Central Juan Santos Atahualpa.

### Campaña «Chapa tu choro»
En 2015, fue promotora de la campaña nacional «Chapa tu choro», campaña que buscaba la participación ciudadana en la lucha contra la delincuencia.
Esta iniciativa fue premiada con un Reed Latino Awards, como la mejor campaña de activación ciudadana de Latinoamérica.
Lamentablemente a consecuencia de dicha campaña, durante su tiempo como legisladora, salió a la luz denuncias de violencia registradas con su anterior número de DNI en la que registra la denuncia de los familiares de un joven identificado como Gerald Pacheco Álvarez que la denunciaron luego de que este fuera confundido con un delincuente y golpeado brutalmente por una turba promovida por ella. La segunda denuncia se la hizo un ciudadano de nombre David Berrocal Pascual por desfigurarle el rostro, quien se encontraba haciendo una instalación cercana a la vivienda de la ex congresista, hecho por el cual le reclamó. La legisladora soltó a su perro y le mordió en las piernas. Cuando él trató de defenderse, Cecilia García le arañó el rostro.

## Vida política

### Congresista
En las elecciones parlamentarias del 2020, fue elegida congresista de la república por Podemos Perú, con 24 646 votos, para el periodo parlamentario 2020-2021.
Durante su labor en el parlamento, García se caracterizó por apoyar el retiro de los aportantes de la ONP, AFP y del Fonavi. Por el mismo detalle, el legislador Ricardo Burga quién sugirió, en un primer momento, a la comisión “no confundir a la gente con lindas palabras” ya que hay personas que sí buscan retirar sus aportes pero también hay otras que “no pueden retirarlo”, y respondiendo de forma burlesca que ella "tiene el derecho de responder dos veces” debido a un reportaje de Punto Final en la que se conoció que la parlamentaria habría postulado a cargos de elección popular en 2018 y 2020 con dos identidades distintas.
En septiembre de 2020, García votó a favor de declarar la vacancia por incapacidad moral del entonces presidente, Martín Vizcarra, en el primer proceso de vacancia que no tuvo éxito.
En noviembre de 2020, García votó nuevamente a favor de la vacancia por incapacidad moral de Martín Vizcarra en el segundo proceso de vacancia presidencial. La vacancia fue aprobada por ciento cinco parlamentarios el 9 de noviembre del 2020.
El 11 de marzo del 2021, la Comisión de Ética decidió abrir una investigación a Cecilia García por los insultos dirigidos a la presidenta de la institución, Mirtha Vásquez, además que anteriormente la Comisión de Ética archive una denuncia en su contra, que proponía amonestarla por haber difundido los celulares de miembros de la Comisión de Economía, así como haber infringido la norma electoral ya que mencionó su candidatura al Parlamento Andino durante una sesión del Pleno.